# Bambang
Bambang (Bayan ng  Bambang) es un municipio filipino de primera categoría perteneciente a  la provincia de Nueva Vizcaya en la Región Administrativa de Valle del Cagayán, también denominada Región II.

## Geografía
Tiene una extensión superficial de 345.00 km² y según el censo del 2007, contaba con una población de 45.440 habitantes y 8.742 hogares; 47.657 habitantes el día primero de mayo de 2010

### Barangayes
Bambang se divide administrativamente en 25 barangayes o barrios, 20 de  carácter rural y los cinco restantes de carácter urbano: Banggot, Buag, Calaocan, Homestead y Magsaysay Hill.
| - Abian - Abinganan - Aliaga - Almaguer del Norte - Almaguer del Sur - Banggot (Población) - Barat - Buag (Población) - Calaocan (Población) - Dullao - Homestead (Población) - Indiana - Mabuslo | - Macate - Manamtam - Mauan - Salinas - San Antonio del Norte - San Antonio del Sur - San Fernando - San Leonardo - Santo Domingo (Tabangan) - Pallas - Magsaysay Hill (Población) - Santo Domingo Oeste |

## Política
Su Alcalde (Mayor) es Flaviano D. Balgos.

## Fiestas locales
- El festival Panggayjaya se celebra todos los años durante la tercera semana del mes de abril.
- Fiesta patronal en honor de Santa Catalina de Siena el día 30 de abril.[5]

## Personas Ilustres
- Xyza Cruz Bacani (1987), fotógrafa